# Al-Djar
Al-Jar fou un antic port de la costa d'Aràbia a la mar Roja (avui a Hedjaz, Aràbia Saudita), a uns 20 dies de viatge d'Eilat (Ayla) i a tres d'al-Juhfa. A l'edat mitjana era considerat el port de Medina. Mancava d'aigua que li aportava el uadi Yalyal, que era a una certa distància. El comerç amb Egipte i Abissínia, i altres llocs, era actiu, i amb Abissínia es feia especialment des de l'illa de Qaraf, una illa propera a la costa i enfront del port continental. Tenia diverses fortaleses (kusur), les més antigues de les quals haurien estat construïdes en temps del califa Úmar, quan es va originar la població. Vers el 1800 el port fou substituït pel de Burayka i va desaparèixer de les cròniques. En queden diverses ruïnes.